# Zapadnofidžijski jezici
Zapadnofidžijski jezici, jedna od dviju podskupina zapadnofidžijskih-rotumanskih jezik, šire centralnopacifičke skupine, austronezijska porodica. Govore se na Fidžiju u Oceaniji. Sastoji se od dva predstavnika, zapadnofidžijskog ili nadrogaa [wyy] s 57.000 govornika (Lincoln 1977) i namosi-naitasiri-serua [bwb] s 1.630 govornika (2000).

## Vanjske poveznice
- Ethnologue (14th)
- Ethnologue (15th)